# A Laracha
A Laracha è un comune spagnolo di 10 800 abitanti situato nella comunità autonoma della Galizia.